# 28796 Ragozzine
28796 Ragozzine este o planetă minoră (asteroid), cu un diametru de 6,197 km, din centura de asteroizi. A fost descoperită pe 26 aprilie 2000 la Stația Anderson Mesa de Lowell Observatory Near-Earth-Object Search. 
Obiectul prezintă o orbită caracterizată de o semiaxă mare de 2,664864 UAi, o excentricitate de 0,11, o înclinație de 5,01295 ° în raport cu ecliptica.